# 紀豊城
紀 豊城（き の とよき、生没年不詳）は、平安時代前期の人物。美濃守・紀善峯の子。無官位。

## 経歴
勝手気ままに振る舞う性格であったことから、しばしば異母兄・夏井から厳しく責めたてられた。これを苦にして豊城は大納言・伴善男の許へ身を寄せてその従僕となる。貞観8年（866年）に発生した応天門の変では、豊城は伴善男・中庸親子らと共に首謀者とされる。本来は斬刑に当たるところ減刑され、安房国への流罪となった。